# Luis López Nieves
Luis López Nieves (n. 1950 - ...) este un scriitor portorican.